# St. Leonhard (Pfronten)

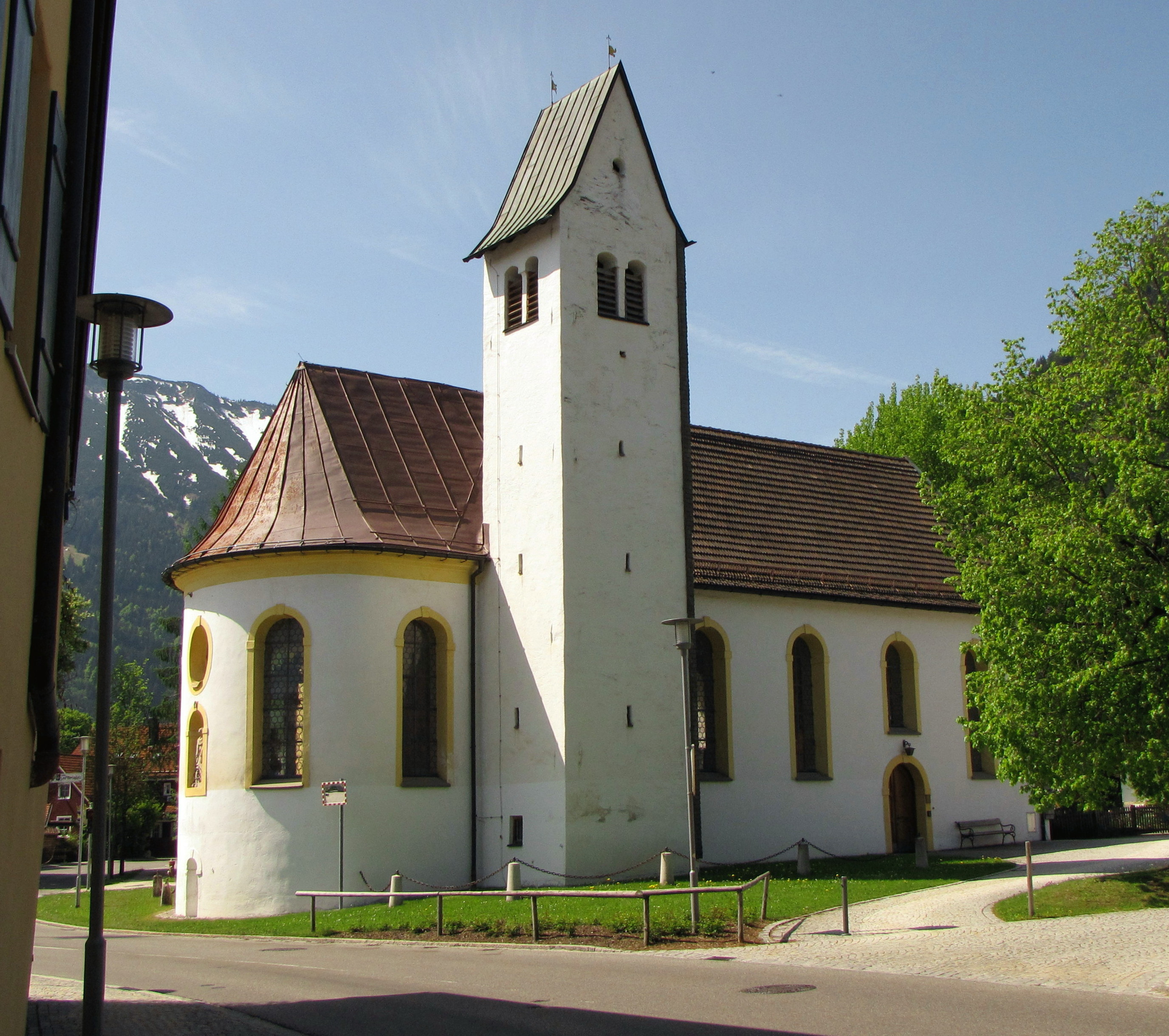
St.-Leonhard-Kirche in Pfronten-Heitlern

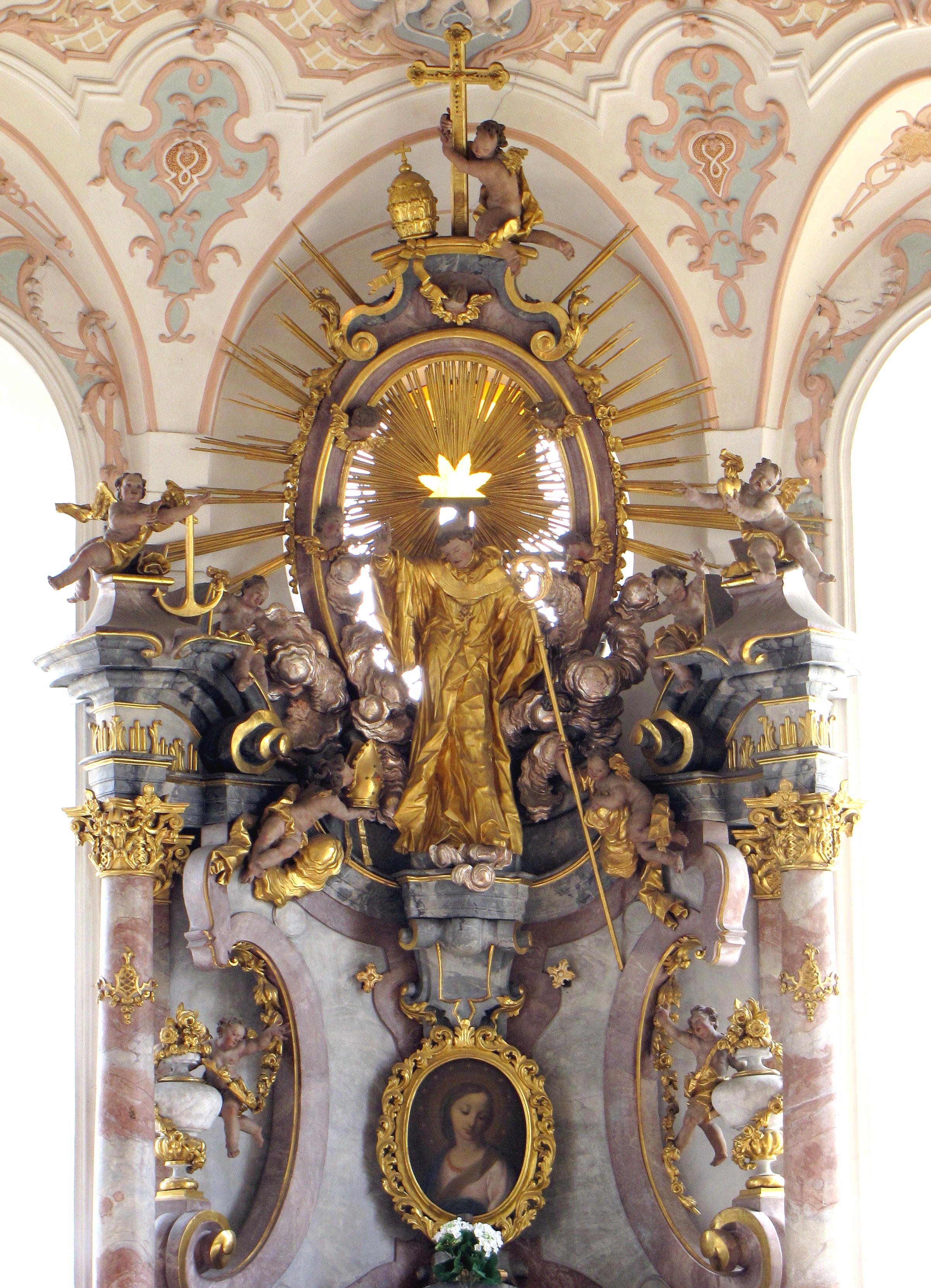
Hochaltar mit hl. Leonhard von Peter Heel

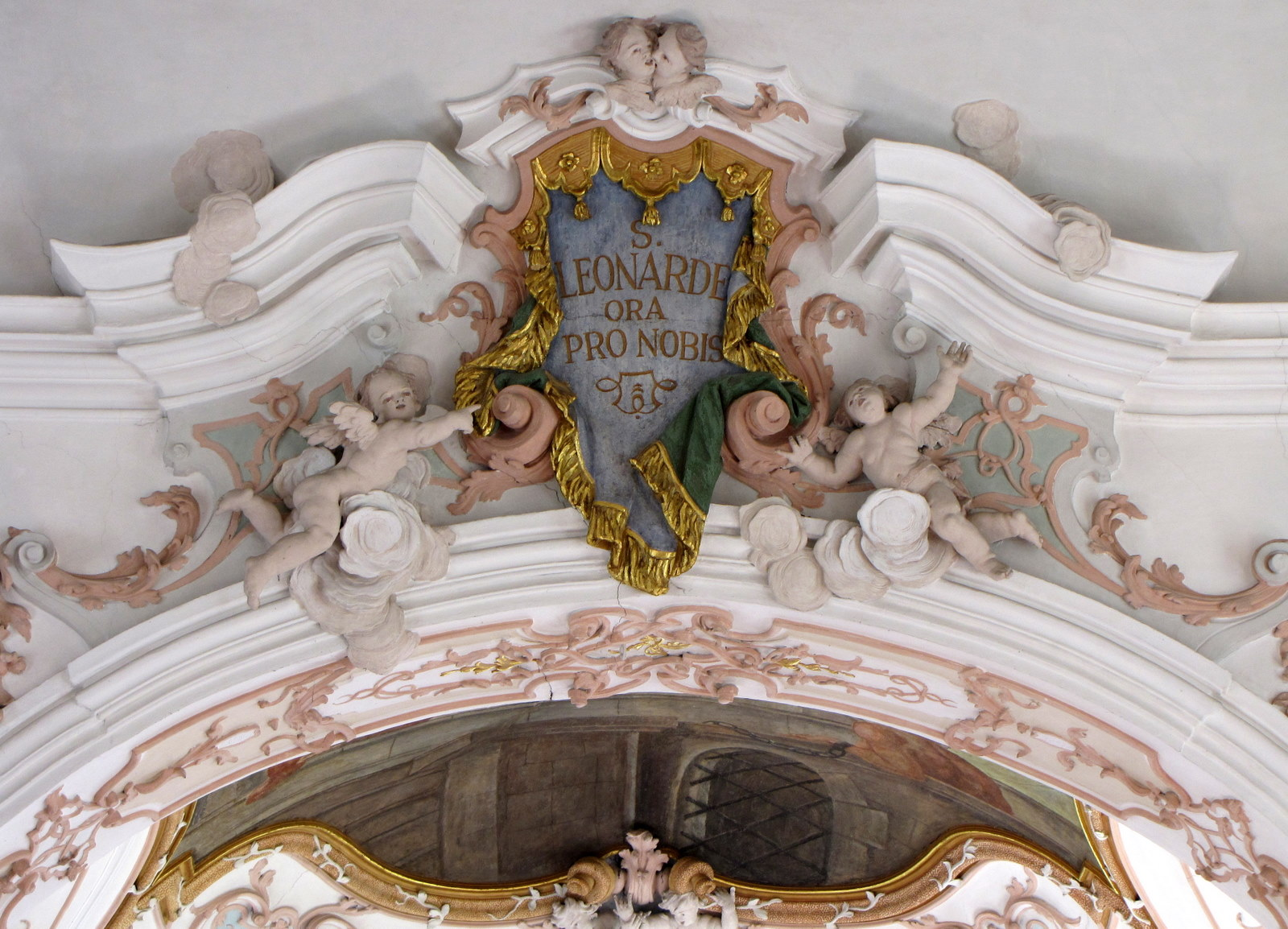
Stuck von Peter Heel

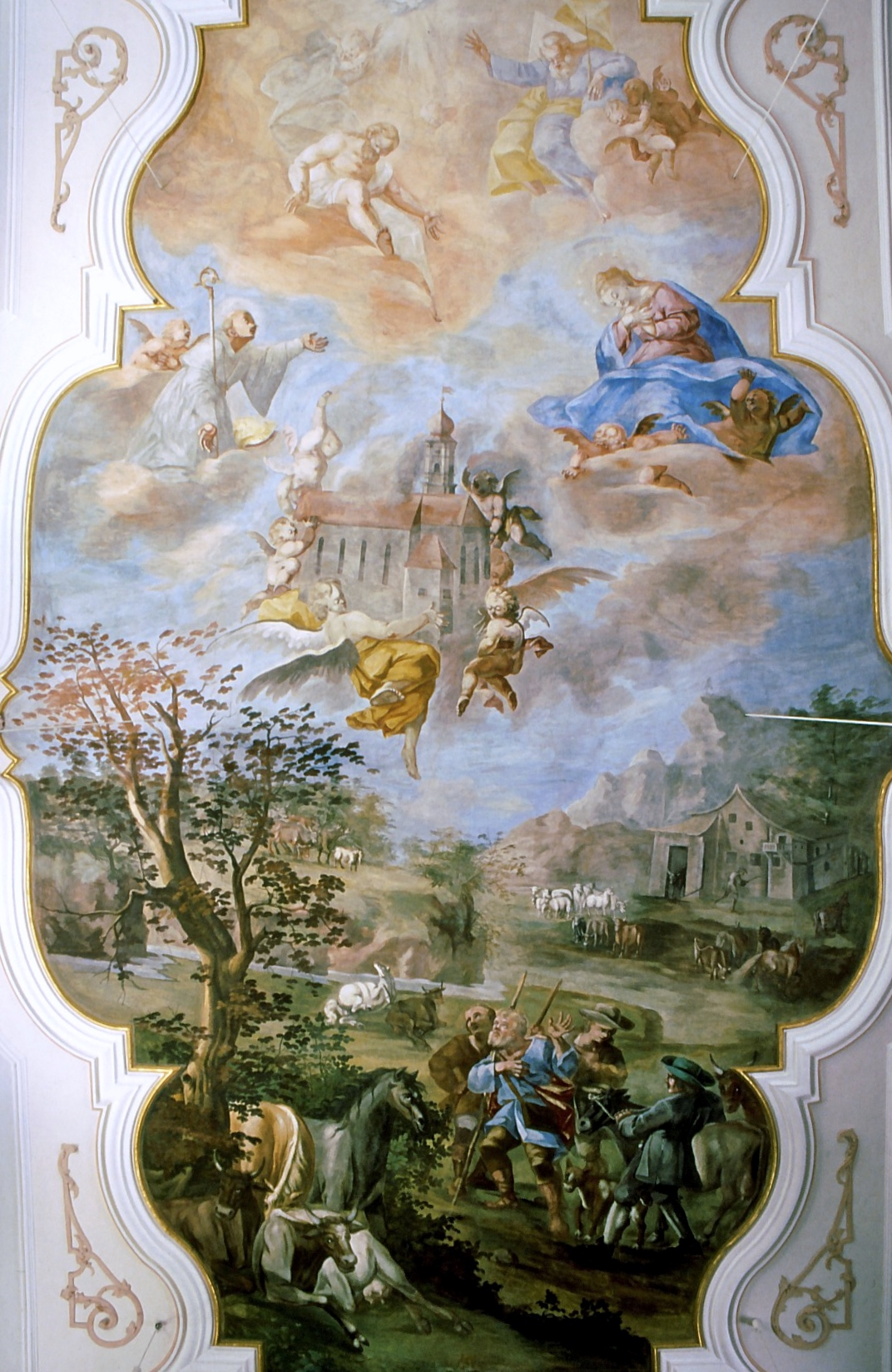
Fresko an der Decke des Langhauses

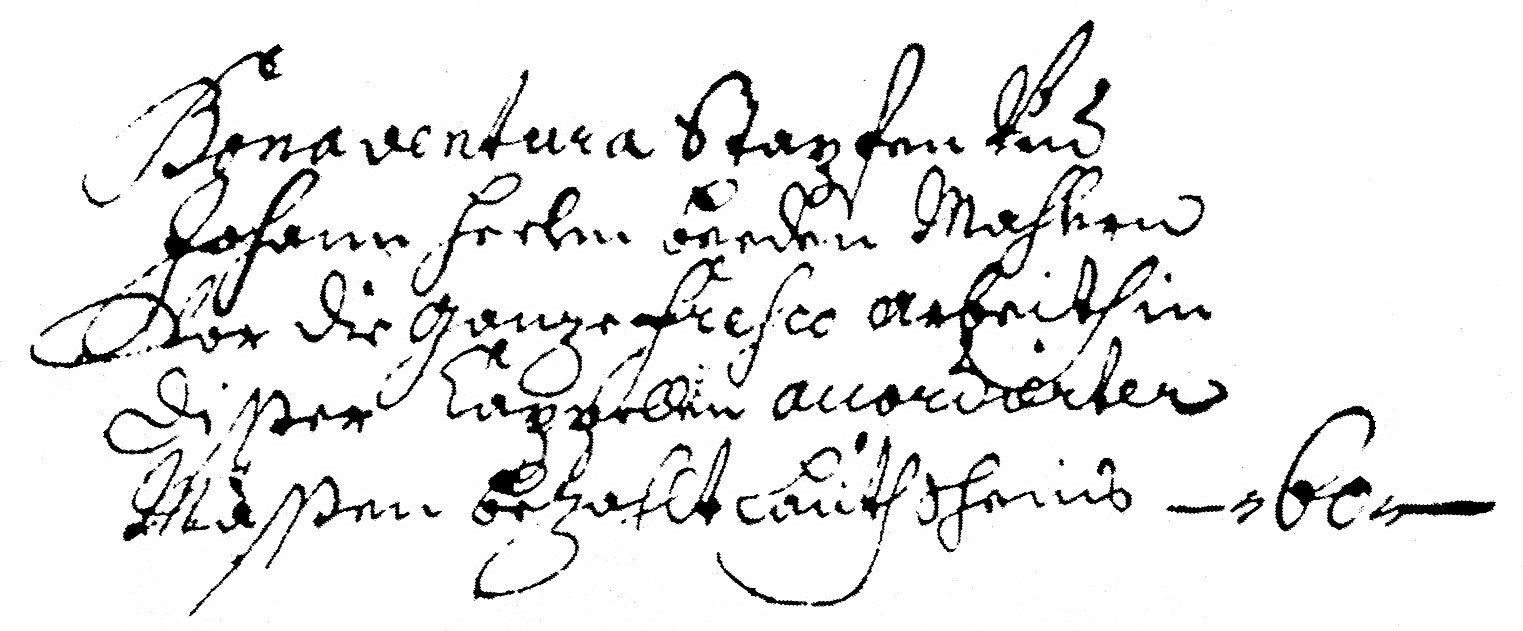
Bonaventura Stapfen Und Johann heelen beeden Mahlern Vor die ganze fresco arbeith in disßer Cappellen accordierter Masßen bezahlt Lauth Scheins 60 (Gulden)

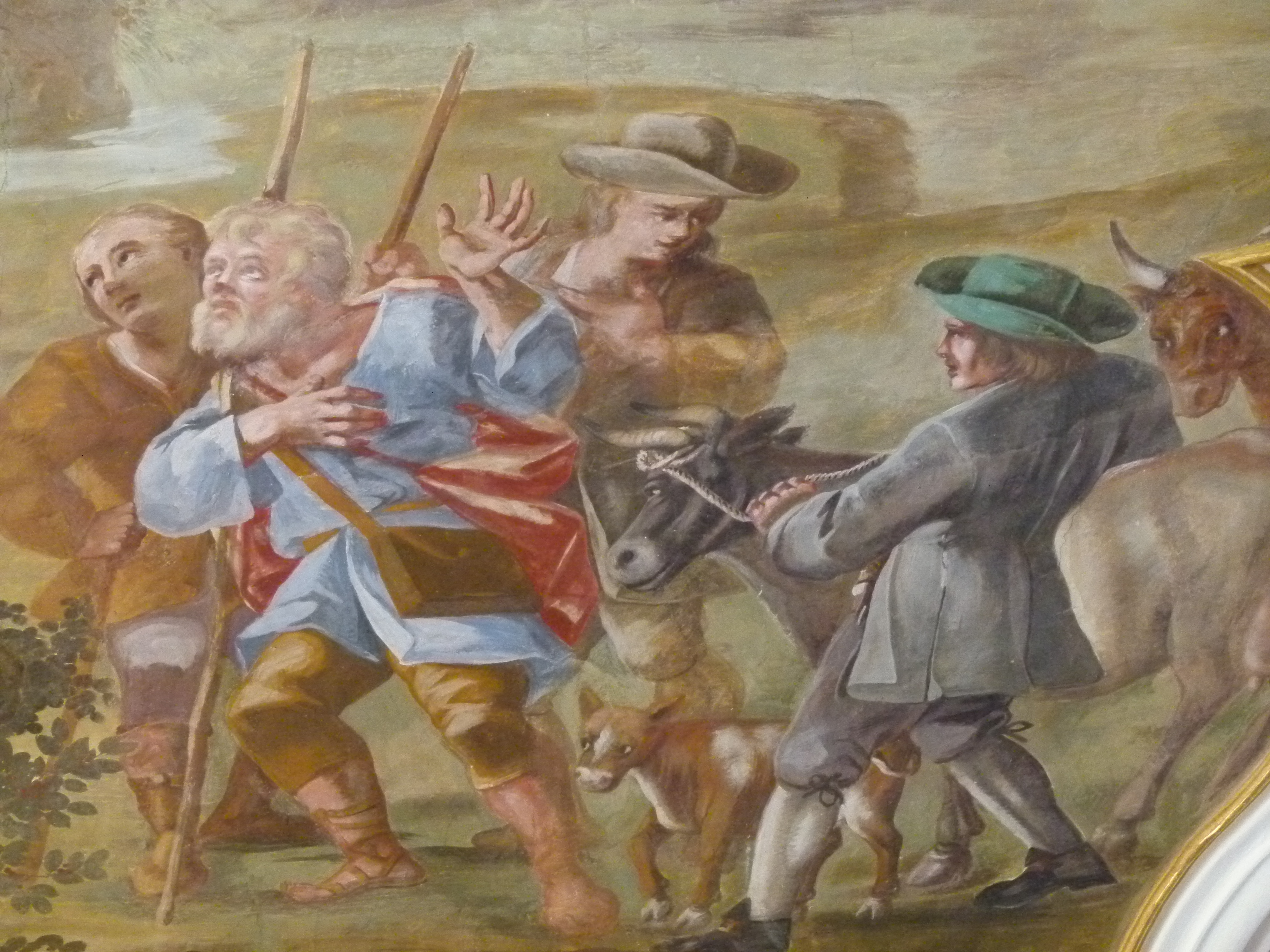
Ländliche Szene im Deckenfresko des Langhauses

St. Leonhard ist die Kirche der Pfrontener Ortsteile Heitlern und Dorf. Sie ist eine Filiale der Pfarrkirche St. Nikolaus in Pfronten-Berg.

## Geschichte
Der Ortsteil Dorf wird zu den ältesten Siedlungen in Pfronten gezählt, obwohl er erst seit 1497 urkundlich belegt ist. Es ist zu vermuten, dass die Bewohner von älteren Einzelhöfen im Bereich Dorf-Heitlern ihren Standort verließen und um einen neu gegrabenen Weiher das „Dorf“ gründeten.
Heitlern dagegen war der Standort einer gemeinsamen Kirche. Auch sie wurde erstmals 1497 erwähnt, als ihre Kirchenpfleger in einer Urkunde erschienen. Das Patrozinium des heiligen Leonhard, dessen Verehrung in Süddeutschland schon am Ende des 11. Jahrhunderts einsetzte, lässt jedoch ein wesentlich höheres Alter der Kirche vermuten.
An der Heitlerner Kirche führte im Mittelalter eine Reichsstraße vorbei. Sie verließ hier hochwassersicheren Boden und überquerte auf einem Brückenwerk die Vils nach Norden. Zwischen Straße und Kirche stand noch eine alte Fuhrmannswirtschaft, heute Gasthof Adler. Er wird 1519 zum ersten Mal als „Wirt bei St. Lienhart“ urkundlich erwähnt.
Die Kirche hatte für alle Gemeindeteile südlich der Vils eine große Bedeutung. Bei zahlreichen Hochwässern der Vils wurde immer wieder der Flussübergang zerstört, und die „Untere Pfarr“ konnte nicht mehr den sonntäglichen Gottesdienst in der Pfarrkirche besuchen. Auch deshalb wurde in Heitlern 1526 eine Kaplanei gestiftet. Als Wohnhaus des Frühmessers diente der heutige Kindergarten neben St. Leonhard. Die Einkünfte des Geistlichen waren jedoch viel zu gering, um davon leben zu können. Schon vor 1600 war die Kaplanei verwaist, danach wurde hier bis 1816 die Pfarrschule untergebracht. St. Leonhard hatte sogar einen eigenen kleinen und ummauerten Friedhof. Hier fanden noch bis 1800 Bestattungen von ortsfremden Personen statt, für die auf dem Pfarrfriedhof kein Platz vorgesehen war. Unter diesen Toten befanden sich auch Leute, die im nahen Pfrontener Seelhaus verstorben waren.

## Bau
Die ursprüngliche Kirche war kleiner als der heutige Bau. Die ältesten Teile in Turm und Umfassungsmauern werden in die Zeit um 1423 datiert. Ab 1603 sind die Kirchenrechnungen erhalten. Sie zeigen, dass immer wieder Reparaturen notwendig waren, vor allem am steilen Schindeldach nach einem „großen Wind“. Die Sakristei war wohl feucht, denn 1603 wurde dem hailigen Sein ornat Meßgewand und anderes gesunnet, musste also in der Sonne getrocknet werden.
Die Lage der Kirche an der Reichsstraße war in Kriegszeiten ungünstig. Im Dreißigjährigen Krieg litt St. Leonhard wie kein anderes Gotteshaus in Pfronten. Bei einem Einfall schwedischer Soldaten wurde die Kapelle 1634 in Brand gesteckt, konnte aber in den folgenden Jahren repariert werden. 1641 wurde der Turm bis zu seiner heutigen Höhe aufgemauert. Wie das Fresko im Langhaus zeigt, war für ihn ein Zwiebeldach, ähnlich wie bei der Pfarrkirche, geplant.
1726 erhielten die Pfrontener die bischöfliche Erlaubnis für einen Neubau, weil die Kirche von grundt auß völlig Neu erbauet werden müsse. Bei diesem Neubau wurde die Kirche im Osten und Westen verlängert. An das Langhaus mit vier Fensterachsen schloss sich nun ein eingezogener halbrunder Chor mit zwei Achsen an. Im hinteren Teil wurde eine geräumige Empore geschaffen. Der Baumeister war der Pfrontener Michael Erdt, den der Pfarrer in der Sterbematrikel als Meister seines Faches („in arte Magister“) bezeichnete.

## Ausstattung
Wie beim Bau waren auch bei der Ausstattung der Kirche fast nur einheimische Handwerker und Künstler tätig. Die qualitätvollen Stuckarbeiten wurden von Peter Heel und seinem Gesellen Magnus Bertle entworfen und ausgeführt. Von Heels Hand ist auch der prächtige Frührokokoaltar, in dem die beiden Säulen keine tragende Funktion mehr haben.
Archivalisch nicht eindeutig belegt sind die Maler der Deckenfresken. 1961 wurde bei Renovierungsarbeiten im Chor unter einem Gemälde von Karl Keller (1895) ein älteres Bild entdeckt. Das nun wieder freigelegte Fresko zeigt den heiligen Leonhard als Patron der Gefangenen, die in Ketten gelegt in einem Verlies schmachten. Es handelt sich wohl um das Werk eines Pfrontener Malers.
Sicher ist, dass beim Deckenfresko im Langhaus Johann Heel, ein Halbbruder des Altarbauers und Stuckateurs Peter Heel, und Bonaventura Stapf zusammengearbeitet haben. Es wird vermutet, dass Stapf eher die ländlichen Szenen ausführte, während von Heel die übrigen Teile des Bildes stammen könnten. Bei dem Zyklus die „Vier Letzten Dinge“ an der Emporenbrüstung weisen stilistische Merkmale auf eine Urheberschaft von Johann Heel hin.
Von Maximilian Hitzelberger stammen die Skulpturen an den Seitenaltären, während die Altaraufbauten im Stil des Hochrokoko wohl auf Entwürfe von Joseph Stapf zurückgehen. Von Hitzelberger sind keine Altäre bekannt. Alle Altarbilder und Figuren sind Heiligen mit dem Namen Franz gewidmet: Franz Xaver, Franz Solanus, Franz von Assisi, Franz von Paula und Franz Borgias. Damit wurde der damalige Ortsgeistliche von Pfronten Franz de Paula Wind (1710–1769) geehrt.
Ursprünglich nicht für St. Leonhard gedacht war die Rokokokanzel, ein Werk von Joseph Stapf, das dieser 1778 nach St. Martin stiftete. Im Jahre 1898 ließ Pfarrer Köberle sie in die Heitlerner Kirche verbringen. Bei Renovierungsarbeiten 1962/53 wurden die undichten Kirchentüren durch neue ersetzt. Die alten Türflügel des nördlichen Einganges mit den mächtigen Beschlägen lehnen nun an der Stirnseite des Eiskellers im Heimathaus Pfronten.
Früher wurde die Kirche des „Kettenheiligen“ St. Leonhard außen ganz von einer eisernen Kette umspannt, die von steinernen Pollern getragen wurde. Die Überlieferung will wissen, dass ein Fuhrmann, der Hilfe erfleht und erhalten hatte, diese Kette gestiftet habe. Davon waren bis in die zweite Hälfte des 20. Jahrhunderts jedoch nur Reste erhalten. Bei der letzten Renovierung der Kirche 1981 wurden dann auf der Südseite die schadhaften Poller wieder aufgerichtet und über ihnen die Kette ergänzt.